# Woodley (series)
Woodley es una serie cómica australiana que fue estrenada el 22 de febrero de 2012 por medio de la cadena ABC1 y terminó sus transmisiones el 11 de abril de 2012.
La serie fue creada y escrita por Frank Woodley y siguió la historia de Woodley un hombre propenso a lastimarse y padre de Ollie, que tiene la esperanza de recuperar a su exesposa Em, mientras su nuevo novio Greg se interpone en su camino.

## Historia
La serie se centra en Frank Woodley, un hombre caótico, propenso a accidentes y padre de la pequeña Ollie de ocho años. Recientemente divorciado, debido a que su ahora exesposa Em ya no soportaba vivir en tanto caos, sin embargo Frank tiene la esperanza de que podrá ganársela de nuevo y sabe que haría cualquier cosa para tener a su familia unida. Sin embargo el nuevo novio de Em, Greg complicará las cosas para Frank.

## Reparto
- Frank Woodley como Woodley.
- Justine Clarke como Em.
- Alexandra Cashmere como Ollie.
- Tom Long como Greg.
- Finegan Sampson como Damien.
- David Coussins como Hayman.

## Episodios
Todos los episodios fueron dirigidos por Trent O'Donnell y escritos por Frank Woodley.
| # | Título               | Emisión               |
| - | -------------------- | --------------------- |
| 1 | «The Story So Far»   | 22 de febrero de 2012 |
| 2 | «Fuzzby»             | 29 de febrero de 2012 |
| 3 | «Greg»               | 7 de marzo de 2012    |
| 4 | «Big Top Magnifique» | 14 de marzo de 2012   |
| 5 | «Vern's Last Gig»    | 21 de marzo de 2012   |

## Premios y nominaciones
| Año  | Categoría                               | Premio      | Nominado      | Resultado |
| ---- | --------------------------------------- | ----------- | ------------- | --------- |
| 2013 | Best Performance in a Television Comedy | AACTA Award | Frank Woodley | Nominado  |

## Producción
La serie fue producida por Bucket Tree en asociación con ABC TV y Film Victoria